# Vladímir Kozlov (piloto de bobsleigh)
Vladímir Yevguénievich Kozlov –en ruso, Владимир Евгеньевич Козлов– (Dymytrov, URSS, 7 de marzo de 1958) es un deportista soviético que compitió en bobsleigh. Participó en los Juegos Olímpicos de Calgary 1988, obteniendo dos medallas, oro en la prueba doble (junto con Jānis Ķipurs) y bronce en la cuádruple (con Jānis Ķipurs, Guntis Osis y Juris Tone).

## Palmarés internacional
| Juegos Olímpicos | Juegos Olímpicos | Juegos Olímpicos  | Juegos Olímpicos |
| Año              | Lugar            | Medalla           | Prueba           |
| ---------------- | ---------------- | ----------------- | ---------------- |
| 1988             | Calgary (Canadá) | Medalla de oro    | Doble            |
| 1988             | Calgary (Canadá) | Medalla de bronce | Cuádruple        |